# Juan Manuel Medina
Juan Manuel Medina Guzmán (Ciudad de México; 16 de noviembre de 1948-?; 29 de marzo de 1973) fue un futbolista mexicano que jugó principalmente en el mediocampo.

## Trayectoria
Comenzó su carrera profesional con el CF Pachuca, con quien debutó en un partido del Campeonato Mexicano de 1969.
Antes de la temporada 1972-73, se mudó al club capitalino Cruz Azul y formó así parte de la plantilla del equipo campeón, que pudo defender con éxito el título de campeón que había ganado el año anterior al final de la temporada. No vivió para ver este triunfo porque estuvo involucrado en un fatal accidente automovilístico el 29 de marzo de 1973 en la carretera federal entre la Ciudad de México y Pachuca.

## Selección nacional
El 17 de febrero de 1971 en un partido amistoso contra la selección de la Unión Soviética, fue su debut en la selección mexicana. Jugó su último encuentro internacional en un amistoso contra Costa Rica el 12 de octubre de 1972, que ganó 3-1.

### Participaciones en Campeonatos Concacaf
| Copa                                          | Sede              | Resultado | Partidos | Goles |
| --------------------------------------------- | ----------------- | --------- | -------- | ----- |
| Campeonato de Naciones de la Concacaf de 1971 | Trinidad y Tobago | Campeón   | 5        | 0     |

## Palmarés

### Títulos nacionales
| Título           | Club      | País   | Año     |
| ---------------- | --------- | ------ | ------- |
| Primera División | Cruz Azul | México | 1972-73 |

### Títulos internacionales
| Título                                | Equipo | Sede          | Año  |
| ------------------------------------- | ------ | ------------- | ---- |
| Campeonato de Naciones de la Concacaf | México | Puerto España | 1971 |